# Syncarpia glomulifera
Espèce
Classification phylogénétique
Syncarpia glomulifera (appelé en anglais Turpentine tree, soit arbre à térébenthine en français, ou yanderra) est une espèce de plantes à fleurs de la famille des Myrtaceae. C'est un arbre originaire d'Australie, qui peut atteindre 30 m de haut.

## Répartition
On trouve l'espèce en Nouvelle-Galles du Sud et dans le Queensland. C'est une des principales espèces vivant dans la Sydney Turpentine-Ironbark Forest.
Elle a été introduite dans les provinces du Cap, à Hawaï, au Kenya, au Sri Lanka, en Tanzanie, en Ouganda.